# Astanlı (Neftçala)
Astanlı è un comune dell'Azerbaigian situato nel distretto di Neftçala.